# اوبرکرمر
اوبرکرمر (به آلمانی: Oberkrämer) یک شهر در آلمان است که در اوبرهافل واقع شده‌است. اوبرکرمر ۱۰٬۷۱۵ نفر جمعیت دارد.